# روفوس إي. ليستير
روفوس إي. ليستير (بالإنجليزية: Rufus E. Lester)‏ هو محامي وسياسي أمريكي، ولد في 12 ديسمبر 1837 في الولايات المتحدة، وتوفي في 16 يونيو 1906. حزبياً، نشط في الحزب الديمقراطي. وقد انتخب عضو مجلس النواب الأمريكي.